# Karel Senecký
Karel Senecký (Praga, 17 de març de 1919 - Praga, 28 d'abril de 1979) fou un futbolista txec les dècades de 1930 i 1940.
Fou 21 cops internacional amb la selecció de Txecoslovàquia, amb la qual participà en el Mundial de 1938. Pel que fa a clubs, defensà els colors de l'AC Sparta Praga. La temporada 1937-38 fou entrenador del Hajduk Split.